# Жарко Данчуо
Жарко Данчуо, рођен 1. октобра 1945. године у Загребу, је хрватски, српски и југословенски певач забавне и староградске музике.

## Биографија
До 1969. године живео је у Загребу а после тога у Београду.
Од 1963. до 1966. године певао је у групи „Роботи“ а од 1966. до 1971. године наступао је самостално и певао поп музику, шлагере.
Од 1971. до 1975. године наступа са групом Оне и они са Далиборком Стојшић, Мињом Суботом и Лидијом Кодрич.
Од 1975. до 1980. године наступа са тадашњом супругом Далиборком Стојшић.
Од 1981. године пева староградске песме.

## Познате песме
- Сјећање на септембар
- Мој професор
- Волим тебе
- Дунав, Дунав тихо тече
- Море и морнари (Оне и они)
- Ја још мислим на њу
- Кућа излазећег сунца (препев)

## Фестивали
Ваш шлагер сезоне, Сарајево:
- Мој професор прва награда стручног жирија, '67
- Моја...твоја, '69

Опатија:
- Недељом ујутро (алтернација са Ђорђем Марјановићем), '67
- Ако једном будеш сама (алтернација са Индексима), '68
- Све је против љубави, '69

Београдско пролеће:
- То је твој стил (алтернација са Џентлменима), '67
- Зум - рам (алтернација са Корни групом), прва награда публике, '69
- Што је баби мило (са групом Оне и они), '71
- Дани су ми одбројани (Вече градских песама и романси, дует са Душаном Данчуом), '96
- За љубав (Вече градских песама и романси, дует са Златом Петковић), '97
- Свака љубав, прича нова (Вече градских песама и романси), '98

Сплит:
- Шта да чиним кад сам фурешт (са групом Оне и они), '72
- Ди су они дани, '74
- Волин тебе (Вече далматинских шансона), трећа награда, '75
- Ол' смо за један дан (Вече далматинских шансона), '76
- Зна сам ди је родни крај (Вече далматинских шансона), '78

Загреб:
- Све ћу ти рећи, '67
- Игра / Не желим живот сањат / Неке старе жене, '68
- Тандара мандара, да, '70

Југословенски избор за Евросонг:
- Не причај о љубави, Скопље '68
- Коме да дам своју љубав, Загреб '69

Крапина:
- Кам да се појде  (дует са Душаном Данчуом), '68
- Ој, Загрорци (дует са Душаном Данчуом), '69
- Женил бум те, '74
- Мене чака моја Јана (дует са Љупком Димитровском), '75
- Пуце и дечки идеју попречки, '82

Омладина, Суботица:
- Радујмо се / Дај ми времена, награда за најбољег извођача, '68
- Да ли знаш, '69

Славонија, Пожега:
- Еј, кад бих имао, '74
- Тамбура нек' свира, '75
- Школа за бећаре, '77

Фестивал ЈНА:
- Поноћна патрола (са групом Оне и они), прва награда фестивала, '71
- Море и морнари (са групом Оне и они), прва награда фестивала, '72
- Песма територијалне одбране, '77
- Добро море галебе мира, '78

Скопље:
- Кажи ми, кажи (са групом Оне и они), '72

Хит парада:
- Дунав, Дунав тихо тече, '83

Златна тамбурица, Нови Сад:
- У бостану, '89
- Под липом, '90
- У бостану (уз вокалну групу Свилен конац), '90
- Жељо пуста, '91

Нишка јесен, фестивал градске песме и романсе:
- Златан прстен / Сви ми кажу да сам ја / Кад би ове руже мале (дует са Душаном Данчуом), (Вече легенди градске песме), '95

Пјесма Медитерана, Будва:
- Свирај, свирај мандолино, '96
- Медитеран, '98

Фестивал војничких песама и корачница, Београд:
- Напиши писмо војнику, 2001